# HMS Achilles (1863)
Pour les autres navires du même nom, voir HMS Achilles.
Le HMS Achilles est une frégate cuirassée de la Royal Navy.
À son achèvement en 1864, il est affecté à la Channel Fleet. Le navire est désarmé en 1868 puis remis en état. Lorsqu'il est remis en service en 1869, il est affecté comme navire de garde de la Fleet Reserve dans le district de Portland jusqu'en 1874. L’Achilles est réaménagé et réarmé en 1874 et devient le navire de garde du district de Liverpool en 1875. Deux ans plus tard, il retrouve la Channel Fleet avant de se rendre en Méditerranée en 1878. Le navire retourne dans la Channel Fleet en 1880 et sert jusqu'à ce qu'il soit mis en radoub en 1885. L’Achilles est remis en service en 1901 en tant que navire de dépôt à Malte sous une succession de noms différents. Il est transféré à Chatham en 1914 et  de nouveau renommé plusieurs fois avant d'être vendu à la ferraille en 1923.

## Description
L’Achilles est le troisième membre du programme naval de 1861 et conçu comme une version améliorée des premières frégates blindées de classe Warrior (en) avec une ceinture de blindage complète à la ligne de flottaison.
La coque est subdivisée par des cloisons transversales étanches en 106 compartiments et a un double fond. L’Achilles fut conçu avec un centre de gravité élevé et est très rigide. À tel point que le navire ne roule que de 10 degrés au cours d'une tempête qui arrach les mâts de perroquet principal et d'artimon et fend ses huniers. En raison de sa grande longueur, il n'est pas très maniable.
Le navire a une seule machine à vapeur à deux cylindres fabriquée par John Penn and Sons (en) entraînant une seule hélice de 24 pieds (7 m).
Tel qu'il fut conçu, l’Achilles est gréé avec quatre mâts et est le seul navire de guerre britannique à avoir quatre mâts. Ils transportent un total de 4 088 m2 de surface de voile, à l'exclusion des bonnettes, la plus grande surface jamais déployée pour un navire de guerre britannique. Ses performances ne sont pas satisfaisantes lorsque le vent est avant le travers et son beaupré et son mât d'étrave sont retirés en juin 1865 pour tenter de corriger ce problème. Cependant, maintenant qu'il est trop ardent, le beaupré est remplacé et le mât de misaine est avancé de  25 pieds (8 m) en  juillet 1866. Cela réduit sa surface de voile à 2 799 m2. En 1877, l’Achilles est regréé en barque. Ses deux cheminées sont rétractables pour réduire la résistance au vent sous voile seule.
L'armement prévu du Achilles change pas moins de cinq fois avant qu'il ne soit finalement monté. Il reçoit quatre canons rayés à chargement par la culasse de 110 livres montés sur le pont supérieur, dont deux servent de canons de poursuite à la proue et à la poupe, et 16 canons Somerset à canon lisse de 100 livres à chargement par la bouche, huit de chaque côté sur le pont principal. Cependant les canons Somerset ont des résultats décevants et son retirés en 1864. En 1865, six canons lisses de 68 livres sont ajoutés, trois de chaque côté du pont principal, bien qu'il ne fût pas entièrement réarmé avant son radoub de 1868.
L’Achilles est réarmé lors de son radoub de 1867–1868 avec 22 canons rayés à chargement par la bouche de sept pouces et huit de 8 pouces. Les canons de huit pouces et 18 canons de sept pouces sont montés sur le pont principal et les canons de sept pouces restants  remplacent les canons de 110 livres sur le pont supérieur.
En 1874, le navire est réarmé avec 16 canons à chargement par la bouche rayés de neuf pouces remplaçant les 4 canons de huit pouces et 20 des 22 canons de sept pouces. Quatorze des canons de neuf pouces sont montés sur le pont principal et les deux autres remplacent les canons de poursuite de sept pouces. Les deux canons de sept pouces restants restent en place sur le pont arrière. Comme les canons de neuf pouces sont considérablement plus gros que leurs prédécesseurs, les ports des canons sont élargis pour les accueillir.

## Histoire
L’Achilles est commandé le 10 avril 1861 au chantier naval de Chatham. C'est le premier navire de guerre à coque en fer à être construit dans un chantier naval royal et sa construction est retardée par la nécessité d'acquérir les machines nécessaires pour manipuler le fer et former les ouvriers à l'utiliser. Le navire est déposé le 1er août 1861 dans une cale sèche et est mis à flot plutôt que d'être lancé le 23 décembre 1863. L’Achilles est achevé le 26 novembre 1864 au prix de 469 572 £.
Il sert dans la Channel Fleet jusqu'en 1868. Après un radoub et son premier réarmement majeur, l’Achilles devient le navire de garde à Portland jusqu'en 1874, date à laquelle il est de nouveau réarmé. Une fois achevé en 1875, le navire est à Liverpool jusqu'en 1877, date à laquelle le capitaine William Hewett prend le commandement. En 1878, il est l'un des navires de l'escadre de service particulier présent dans les Dardanelles au moment de la guerre russo-turque de juin à août 1878.
L’Achilles entre accidentellement en collision avec le navire amiral de la Mediterranean Fleet, le HMS Alexandra, le 4 octobre 1879, mais n'est que légèrement endommagé par l'hélice de l’Alexandra. Le navire rejoint la Channel Fleet en 1880 et est désarmé en 1885.
Il est à l'abandon dans l'Hamoaze jusqu'en avril 1901, date à laquelle il est envoyé à Malte comme navire de dépôt. Pour libérer son nom pour le nouveau croiseur cuirassé, l’Achilles est rebaptisé Hibernia en 1902. Il est rebaptisé Egmont en mars 1904 et reste à Malte jusqu'en 1914. Il est ramené à Chatham cette année-là et y sert de navire-dépôt sous les noms successifs d’Egremont (19 juin 1916) et de Pembroke (6 juin 1919). Le navire est vendu à la ferraille le 26 janvier 1923 à la Granton Shipbreaking Co.

## Culture
Charles Dickens propose une courte description sur la construction du HMS Achilles à la suite d'une visite au Chatham Dockyard en 1863, publiée pour la première fois dans l'hebdomadaire All the Year Round le 29 août 1863, puis incluse dans sa collection The Uncommercial Traveller. Dickens repart impressionné par l'expérience et l'idée qu'une si grande construction en fer puisse flotter ou bouger.